# Reichswalde

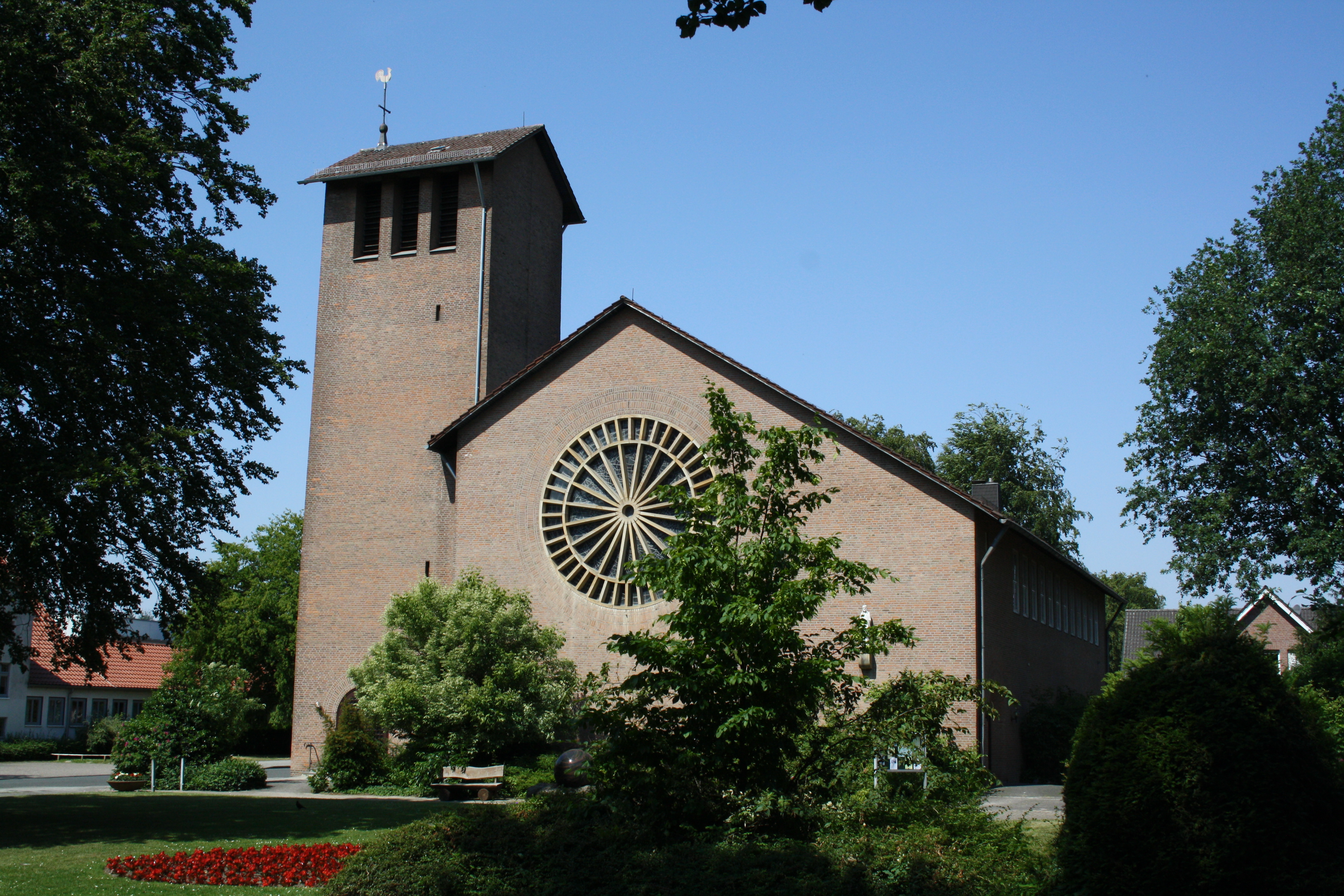
Herz-Jesu-Kirche Reichswalde

Reichswalde ist ein Dorf am Niederrhein mit rund 2400 Einwohnern und heute ein Ortsteil von Kleve, südlich des Ortsteils Materborn. Es handelt sich um eine Plansiedlung, wie heute noch deutlich zu sehen ist.

## Dorfleben
Im Dorf gibt es ein Dorfcafé, einen Kindergarten, ein integratives Montessori-Kinderhaus, die zweizügige katholische St. Michael-Grundschule, eine Sportanlage mit Grillhütte, einige Gartenbaubetriebe (u. a. eine Orchideen- und Anthuriengärtnerei), einen Bauernhofladen mit Milchtankstelle, ein Wildgehege, eine Baumgalerie. Die katholische Pfarrkirche wurde 2018 wegen Statikproblemen mit dem Dachstuhl geschlossen und soll abgerissen werden. Dies wurde durch die Aufnahme des Gebäudes in den vorläufigen Denkmalschutz zunächst verhindert. Am Anfang der lehrreichen Baumgalerie (mit den Bäumen des Jahres) steht ein fehlkonzipiertes und weitgehend unbesiedeltes Wildbienenhotel.
Zu den aktiven Vereinen in Reichswalde zählen die Löschgruppe der Freiwilligen Feuerwehr, der Heimatverein, der Fußballverein, der Schützenverein, die Hubertusbruderschaft, die Waldjugend, der Tennisclub und die Köhlerei.
In ungeraden Jahren wird ein Meilerfest veranstaltet.

## Geschichte
Die Gegend von Reichswalde war bis nach dem Zweiten Weltkrieg Teil des Reichswaldes. 1948 bis 1950 wurden Teile des Forstes gerodet, um vor allem Heimatvertriebene in neuen Dörfern anzusiedeln. Die Siedlerstellen wurden nach festen Regeln im Verhältnis zwei zu eins an Flüchtlinge und Einheimische vergeben. Den katholischen Flüchtlingen wurden vorwiegend Siedlerstellen in Reichswalde zugewiesen, den evangelischen Siedlerstellen in der Schwestersiedlung Nierswalde (heute zu Goch).
Zu Reichswalde zählten 39 Vollerwerbsstellen, davon 14 "Zweispänner" mit 15 Hektar, sieben "Einspänner" mit 7,5 ha und 18 "Gärtner" mit 3,75 ha. Dazu kamen 43 Nebenerwerbsstellen mit jeweils 1–1,5 Hektar.
Nach 1951 wurden weitere Kleinsiedlerstellen mit 800–1000 Quadratmetern Gartenfläche errichtet.
1956 wurde die katholische Herz-Jesu-Kirche gebaut, die 1980 selbstständige Pfarre wurde, aber schon 2004 ihre Selbständigkeit wieder verlor.
1960 hatte Reichswalde gut 1000 Einwohner.
Am 1. Juli 1969 wurde Reichswalde nach Kleve eingemeindet. Nur das ehemalige Rodenwalde wurde Bedburg-Hau zugeschlagen.
Das 2005 geschaffene Neubaugebiet ist bei Familien beliebt.

## Abbildungen

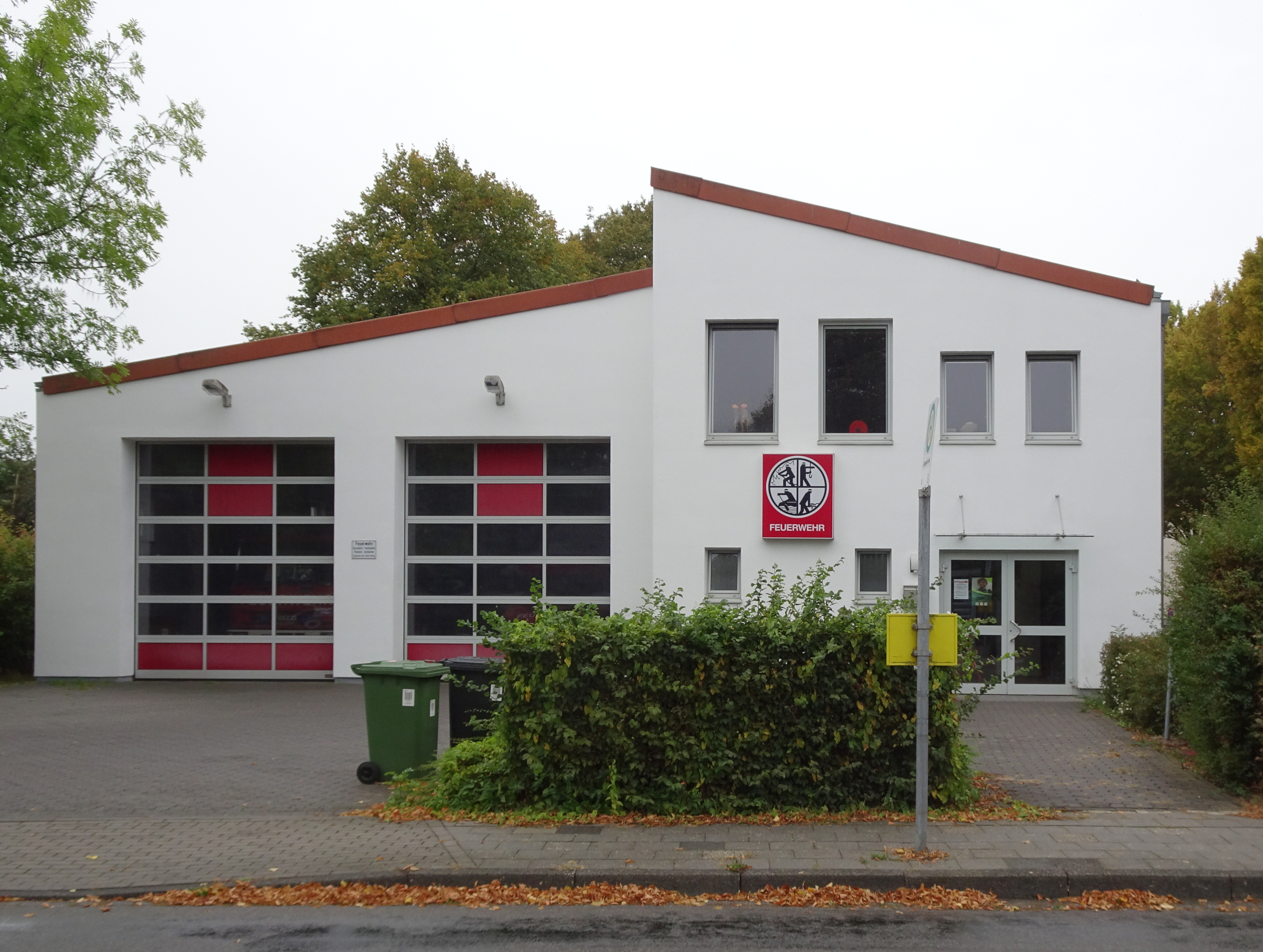
Feuerwehrhaus
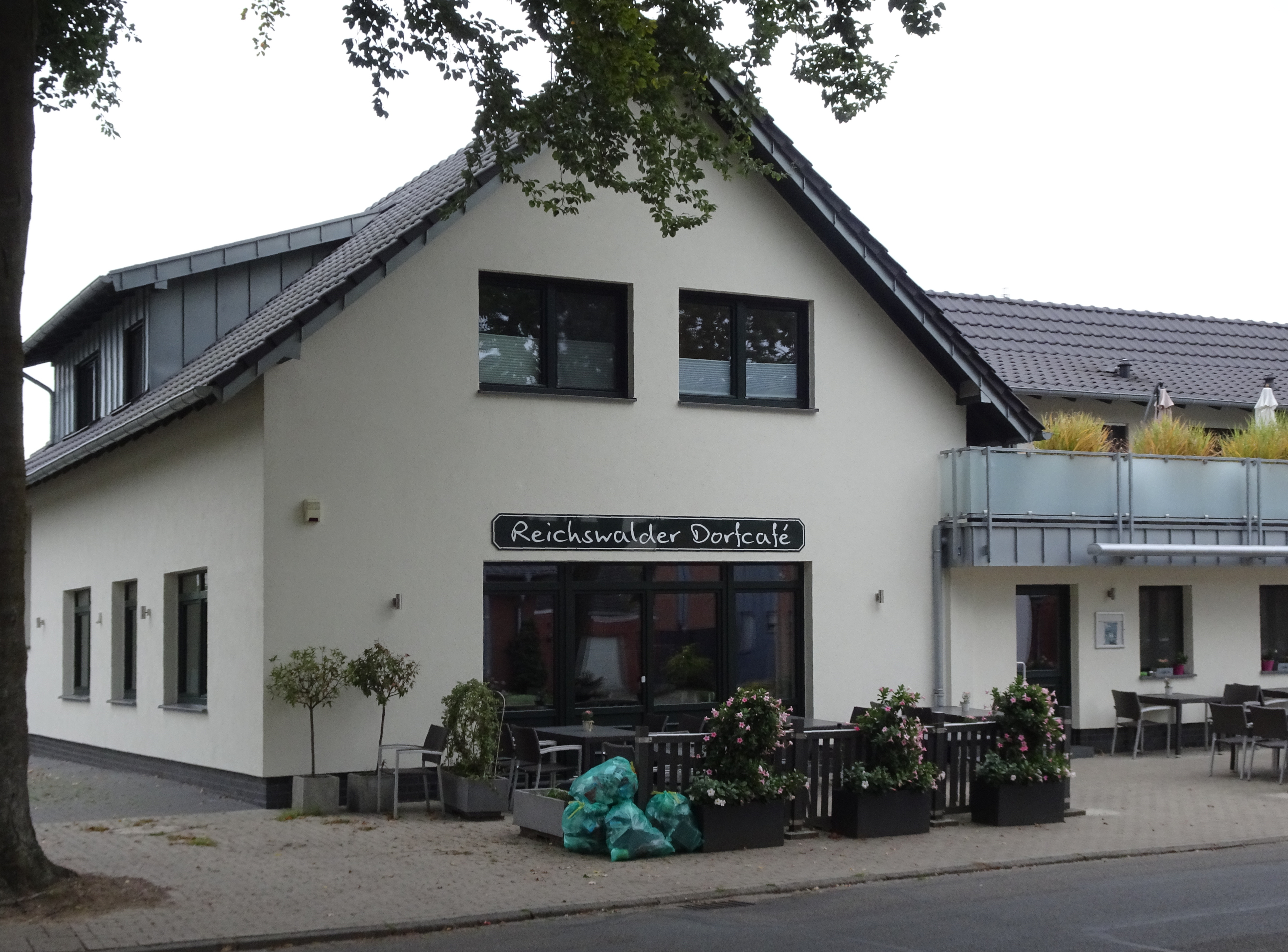
"Reichswalder Dorfcafé"
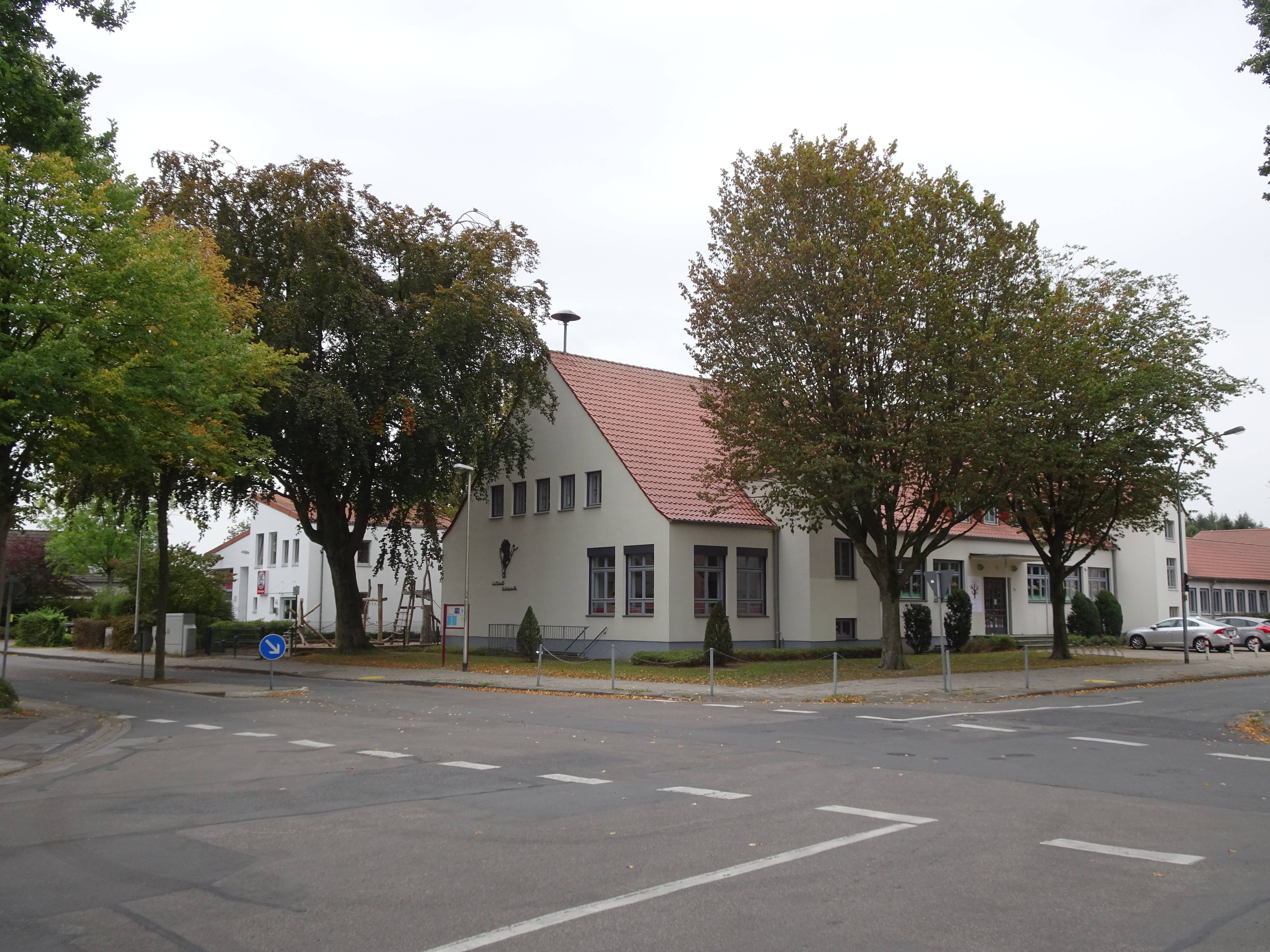
Grundschule
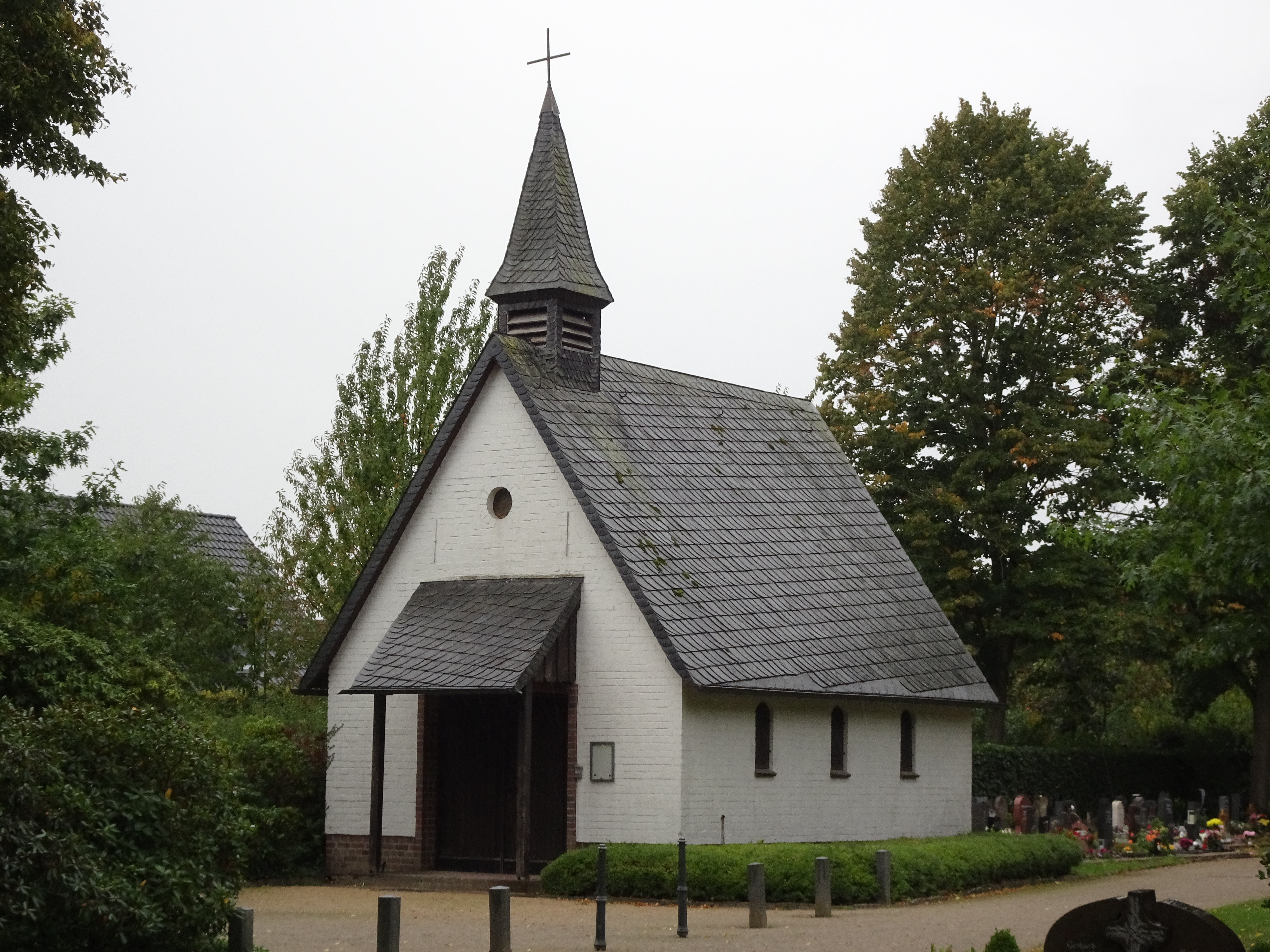
Friedhofskapelle
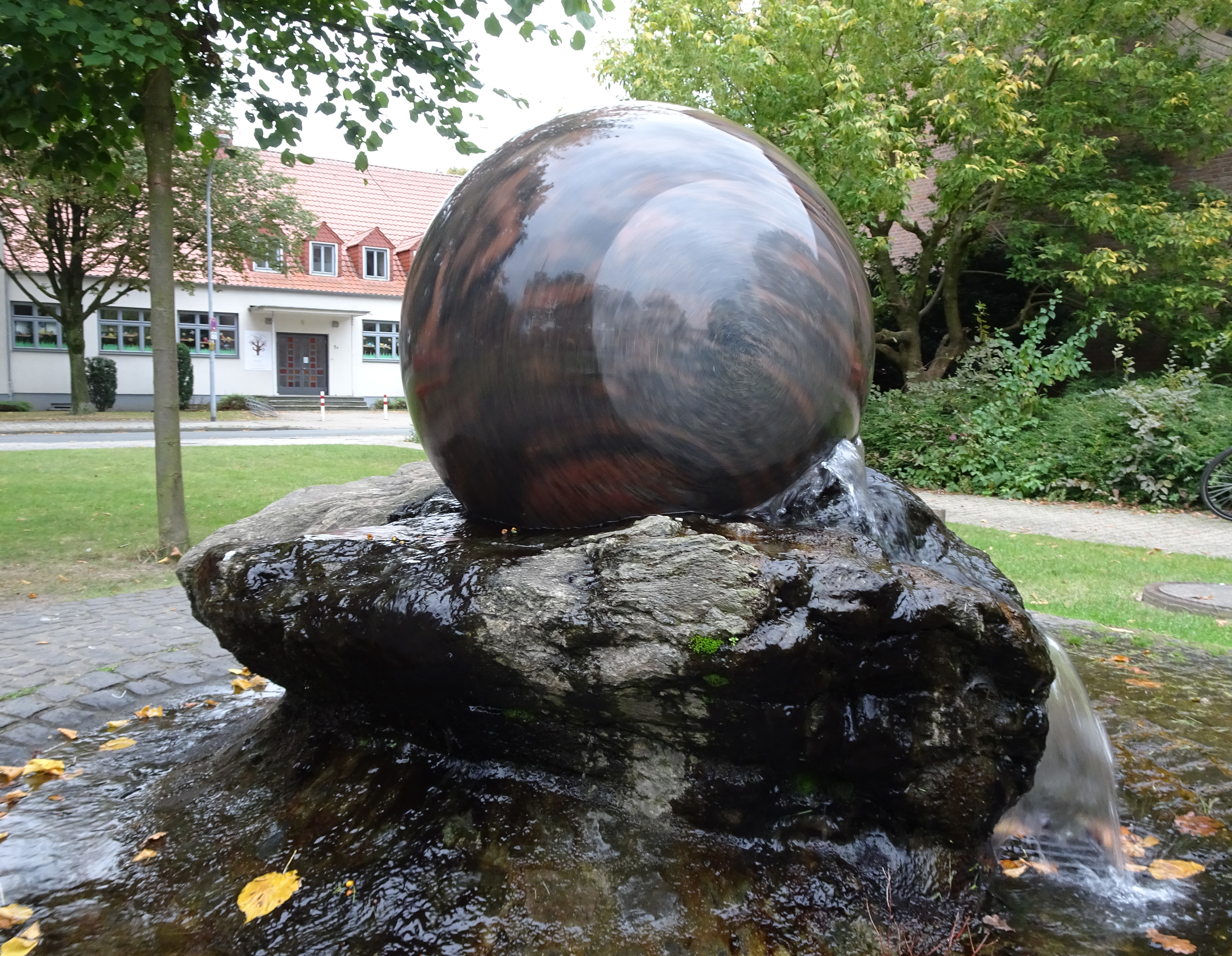
Brunnen an der Kirche
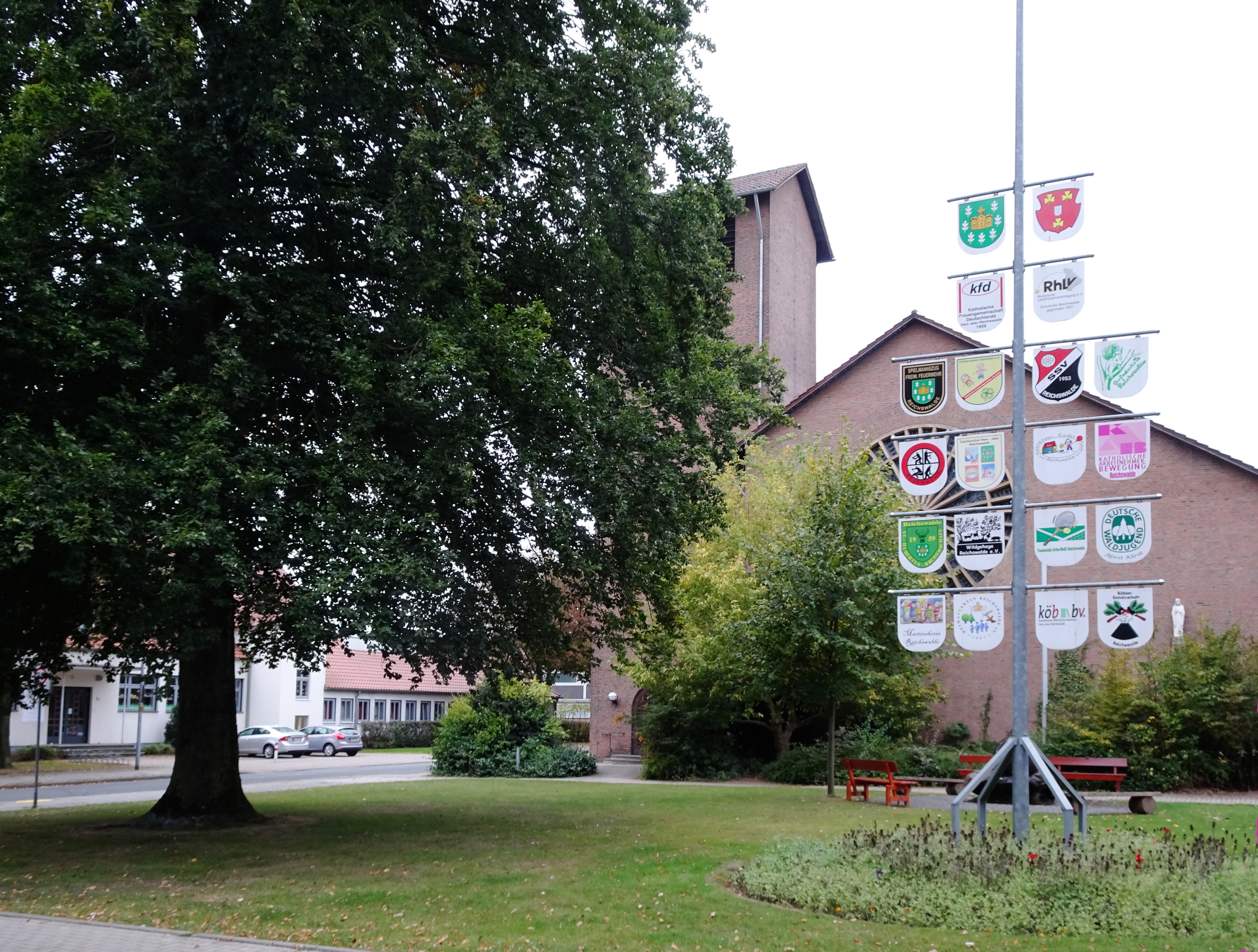
Ständebaum an der Kirche